# Одом, Мел
Мел Одом (англ. Mel Odom) — американский писатель в жанрах фантастики и фэнтэзи. Родился в 1957 году в Калифорнии, но вскоре с родителями переехал в Оклахому. В детстве увлекался классическими произведениями («Робинзон Крузо», «Питер Пэн» и др.) и комиксами.
Любит путешествовать, смотреть фильмы, заниматься садоводством и самообразованием. Автор более чем 140 книг; отец пятерых детей (четверых сыновей и дочери).